# Instituto Brasileiro de Tecnologia Avançada
O Instituto Brasileiro de Tecnologia Avançada (IBTA) é uma instituição brasileira de ensino superior e treinamento em tecnologia e gestão empresarial, localizada na cidade de São Paulo.

## História
O Instituto Brasileiro de Tecnologia Avançada foi fundado em 2001 pelo empresário Cláudio Haddad, ex-sócio do Banco Garantia e atual presidente do Insper Instituto de Ensino e Pesquisa, em parceria com o Colégio Bandeirantes, tradicional escola de São Paulo e fundo Pluris do Credit Suisse First Boston (CSFB). Em 2009, o Grupo Ibmec Educacional, antiga controladora do IBTA, unificou as marcas IBTA e UniMetrocamp sob a marca Veris Faculdades, mas tornou a separá-las em 2012.
Em setembro de 2012, o Grupo CETEC Educacional SA comprou o IBTA, o grupo atua também com as marcas ETEP Faculdades, Faculdade Bilac, e a Faculdade da Vila Matilde nas cidades de São Paulo, São José dos Campos e Taubaté.
Em 2013, a unidade de São José por estar situada em uma infraestrutura alugada, se uniu ao campus da ETEP no mesmo bairro, o grupo fundiu os cursos de graduação e pós-graduação de São José com os da ETEP.